# ريكاردو روسيه
ريكاردو روسيه (بالإنجليزية: Ricardo Rosset)‏ (و. 1968  م) هو سائق سيارة سباق برازيلي، ولد في ساو باولو.

## روابط خارجية
- ريكاردو روسيه على موقع Racing-Reference.info (الإنجليزية)
- ريكاردو روسيه على موقع DriverDB.com (الإنجليزية)